# Бонмулен
Бонмулен (фр. Bonsmoulins) насеље је и општина у северној Француској у региону Доња Нормандија, у департману Орн која припада префектури Мортањ о Перш.
По подацима из 2011. године у општини је живело 243 становника, а густина насељености је износила 32,1 становника/km². Општина се простире на површини од 7,57 km². Налази се на средњој надморској висини од 255 метара (максималној 291 m, а минималној 223 m).

## Демографија
| 1962. | 1968. | 1975. | 1982. | 1990. | 1999. | 2011. |
| ----- | ----- | ----- | ----- | ----- | ----- | ----- |
| 197   | 204   | 176   | 144   | 156   | 213   | 243   |

График промене броја становника у току последњих година